# Janssen Pharmaceutica

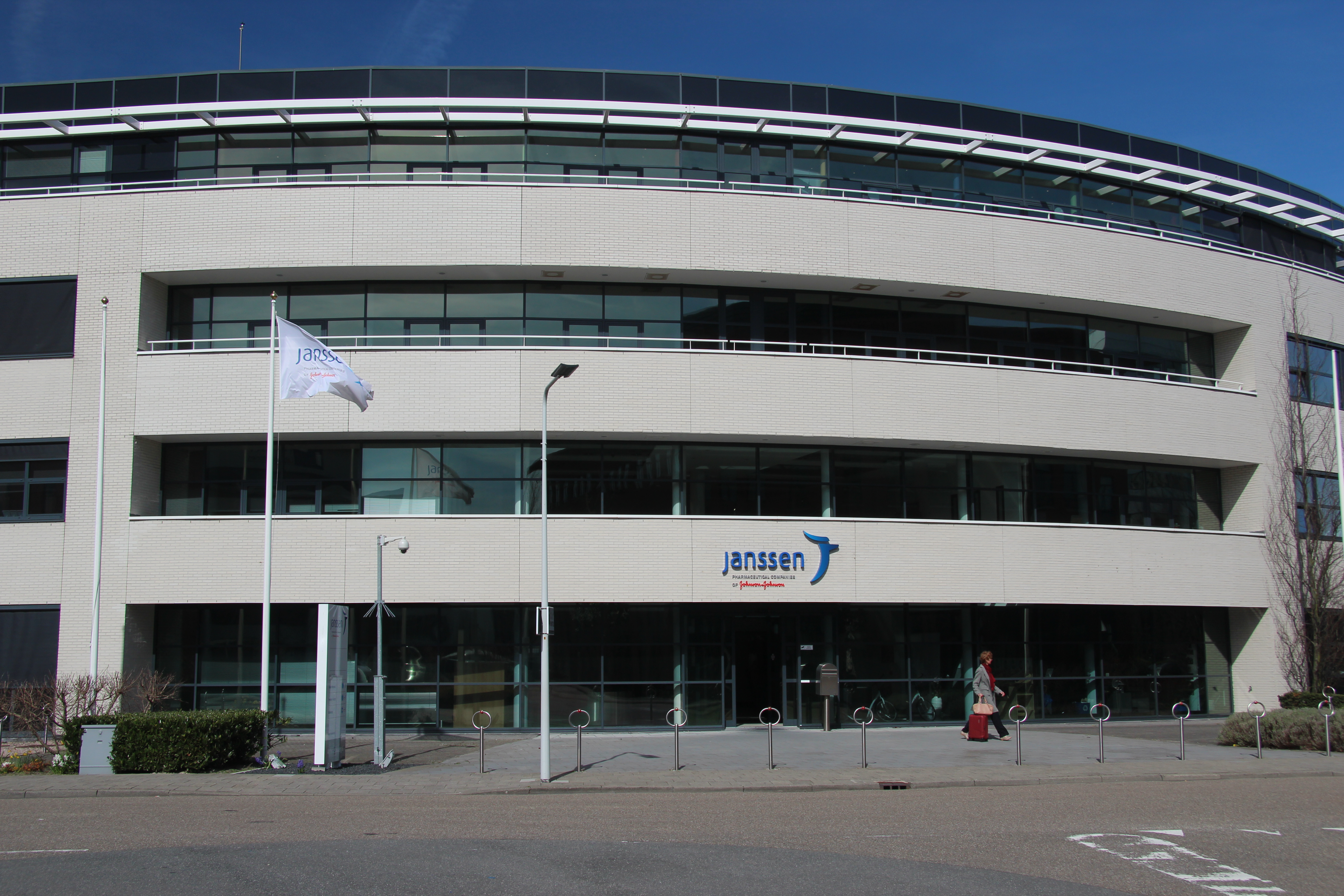
Een van de gebouwen van Janssen Pharmaceutical Companies in Leiden

Janssen Pharmaceutica N.V. is een Belgisch farmaceutisch bedrijf, gevestigd in Beerse, Geel en Olen en opgericht door de Belgische arts Paul Janssen. Het maakt deel uit van de Amerikaanse bedrijvengroep Johnson & Johnson, een multinationale producent van plantaardige olie en gezondheidszorgproducten.

## Geschiedenis
Janssen startte in 1953 met zijn bedrijf en bracht in 1955 een eerste door hem zelf ontwikkeld geneesmiddel op de markt: Neomeritine (actieve stof: ambucetamide). In 1956 veranderde de naam van het bedrijf in NV Laboratoria Pharmaceutica Dr. C. Janssen (Constant Janssen was de vader van Paul Janssen). Janssen legde vanaf het begin sterk de nadruk op het onderzoek naar en de ontwikkeling van nieuwe geneesmiddelen. In 1957 werd in Beerse een researchafdeling opgericht, die uitgroeide tot een internationale campus.
Het bedrijf legt zich toe op de ontdekking en ontwikkeling, de productie en de commercialisatie van geneesmiddelen. Het richt zich daarbij vooral op die ziekten waarvoor nog geen afdoende behandelingen beschikbaar zijn.
Janssen Research & Development is de wereldwijde farmaceutische researchorganisatie. Ze concentreert haar inspanningen op vijf onderzoeksdomeinen: neurowetenschappen, oncologie, infectieziekten, immunologie en cardiovasculaire & metabole aandoeningen. In Beerse leggen de onderzoekers zich specifiek toe op de eerste drie domeinen.
Naast de hoofdzetel in Beerse met de R&D-afdelingen, de farmaceutische productie en een aantal ondersteunende afdelingen, heeft Janssen Pharmaceutica in België nog vestigingen in Geel, Olen en Merksem.

### Johnson & Johnson
Buiten de Verenigde Staten is Janssen Pharmaceutica de grootste site van Johnson & Johnson. Naast Onderzoek & Ontwikkeling speelt het bedrijf binnen de Johnson & Johnson-groep van bedrijven een sleutelrol op de volgende domeinen:
- Chemische & Farmaceutische Productie
- Strategische Marketing & Verkoop
- Ondersteunende Diensten, waarvan er enkele een hoofdkwartierfunctie vervullen
- Preservatie & Materiaalbescherming (PMP)

#### Janssen Pharmaceutica in China

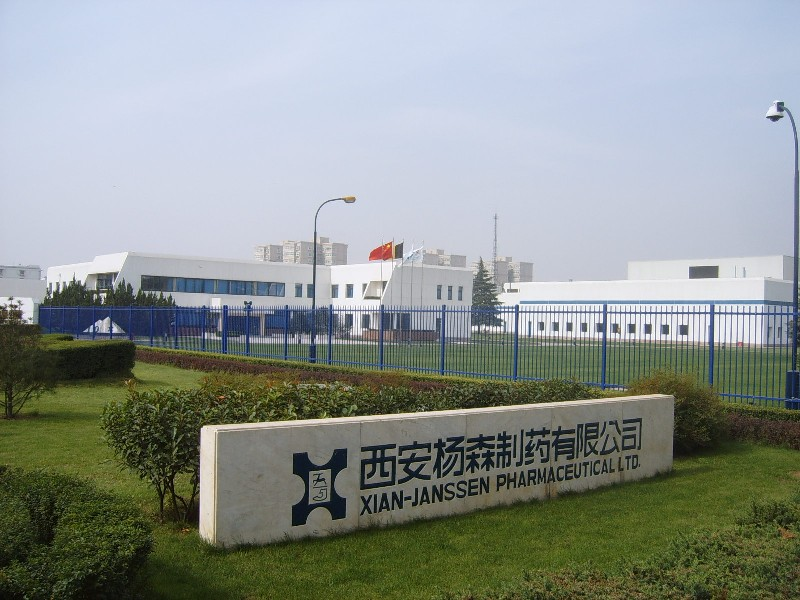
Vestiging in Xi'an

In 1985 kreeg Janssen Pharmaceutica als eerste westers farmaceutisch bedrijf de toelating om in de Volksrepubliek China een farmaceutische fabriek op te richten, in Xian. Die fabriek is operationeel sinds 1989 en was een van de eerste Chinees-buitenlandse farmaceutische bedrijven in het land.
Xian is de stad in de buurt waarvan het beroemde terracottaleger werd blootgelegd. Toen rond 1994 bleek dat deze beelden door schimmels bedreigd werden, ging men bij Janssen Pharmaceutica op zoek naar een remedie. Op 16 september 2000 werd in Xian een contract afgesloten met de curatoren van het Terracottalegermuseum, waarbij Janssen Pharmaceutica zich ertoe verbond effectieve middelen tegen de schimmels te ontwikkelen in samenwerking met Chinese experts en om Chinese technici in Beerse op te leiden voor de bestrijding ervan.
In 2005 sloot Janssen Pharmaceutica een soortgelijk contract af met het Indiase Ministerie van Cultuur voor de bescherming van historische archeologische sites in India.

#### Janssen Pharmaceutica in Gent
In april 2024 werd een nieuwe productie-eenheid in gebruik genomen op het industriepark Tech Lane in de Gentse deelgemeente Zwijnaarde.

### Janssen Pharmaceutical Companies of Johnson & Johnson
Sinds september 2010 opereren alle farmaceutische bedrijven van de Johnson & Johnson-groep onder een naam, Janssen Pharmaceutical Companies of Johnson & Johnson, en met een logo. In Nederland betekende dit dat Crucell werd hernoemd tot Janssen Vaccines en Centocor werd Janssen Biologics, beide in Leiden. De juridische entiteit Janssen Pharmaceutica NV werd wel behouden en omvat de vestigingen van het bedrijf in Beerse, Geel en Olen.
In 2010 werd Janssen Pharmaceutica door uitzendkantoor Randstad uitgeroepen tot “aantrekkelijkste werkgever van de afgelopen 10 jaar”. Het bedrijf stelt in België bijna 5000 mensen tewerk in Beerse, Geel, Olen en Merksem.
In 2013 opende Janssen een nieuw distributiecentrum in La Louvière als vervanging van vijftien Europese distributiecentra. Alle producten uit Beerse, Latina en Schaffhausen (voormalig Cilag Chemie) worden via dit centrum wereldwijd gedistribueerd.
In 2021 startte de bouw van een nieuwe vestiging in Gent op het Tech Lane Science Park in Gent-Zwijnaarde voor de verwerking van bloed van kankerpatiënten volgens het CAR-T procedé.
In 2024 werd de naam van de groep verandert in Johnson & Johnson Innovative Medicine.

## Enkele geneesmiddelen van Janssen Pharmaceutica
Janssen Pharmaceutica heeft in totaal een 80-tal nieuwe actieve stoffen ontwikkeld en op de markt gebracht. De voornaamste zijn:
- Imodium (tegen diarree. Actieve stof: loperamide)
- Motilium (anti-emeticum, middel tegen reisziekte en maag- en darmstoornissen. Actieve stof: domperidon)
- Durogesic (sterke en sterk verslavende opioïde pijnstiller, pleister voor pijnbestrijding. Actieve stof: fentanyl)
- Invega (eveneens tegen psychosen en schizofrenie. Actieve stof: paliperidon)
- Stelara (tegen psoriasis. Actieve stof: ustekinumab)
- Reminyl (tegen de ziekte van Alzheimer. Actieve stof: galantamine)
- Velcade (tegen multipel myeloom. Actieve stof: bortezomib)
- Prezista, Intelence en Edurant (tegen hiv/aids. Actieve stoffen: darunavir, etravirine en rilpivirine)
- Incivo (tegen hepatitis C. Actieve stof: telaprevir)
- Rapifen (anestheticum. Actieve stof: alfentanil)
- Darzalex (tegen multipel myeloom. Actieve stof: daratumumab)

Vijf (oorspronkelijk zes) geneesmiddelen van Janssen Pharmaceutica zijn op de lijst van essentiële geneesmiddelen van de Wereldgezondheidsorganisatie (WGO) opgenomen:
- Haldol (antipsychoticum. Actieve stof: haloperidol)
- Ergamisol (antiwormmiddel bij dieren en eerder tegen dikkedarmkanker. Actieve stof: levamisol)
- Daktarin (tegen schimmelinfecties. Actieve stof: miconazol)
- Vermox (antiwormmiddel. Actieve stof: mebendazol)
- Nizoral (tegen schimmelinfecties. Actieve stof: ketoconazol) (op de WGO-lijst tot 2005)
- Risperdal (tegen geestesstoornissen zoals schizofrenie. Actieve stof: risperidon)

## Kerncijfers
| Jaar                 | 2001  | 2002  | 2003  | 2004  | 2005  | 2006  | 2007  | 2008  | 2009  | 2010  | 2011  | ....  |
| -------------------- | ----- | ----- | ----- | ----- | ----- | ----- | ----- | ----- | ----- | ----- | ----- | ----- |
| Omzet (miljoen euro) | 1.568 | 1.674 | 1.876 | 1.934 | 2.104 | 2.000 | 1.787 | 1.792 | 1.814 | 2.010 |       |       |
| Winst (miljoen euro) | 285   | 282   | 355   | 433   | 346   | 200   | 674   | 40    | 300   | 22    |       |       |
| Jaar                 | 1955  | 1960  | 1965  | 1970  | 1975  | 1980  | 1985  | 1990  | 1995  | 2000  | 2005  | 2010  |
| Aantal werknemers    | 190   | 350   | 465   | 807   | 1.378 | 1.734 | 2.322 | 2.914 | 3.245 | 4.036 | 4.715 | 3.855 |